# جو نيشيد
جو نيشيد (باليابانية: 西田 剛) (14 سبتمبر 1986 في كاغوشيما في اليابان – )؛ هو لاعب كرة قدم ياباني سابق كان يلعب كمهاجم.

## وصلات خارجية
- جو نيشيد على موقع رابطة كرة القدم اليابانية للمحترفين (اليابانية)
- جو نيشيد على موقع قاعدة بيانات كرة القدم.إي يو (الإنجليزية)
- جو نيشيد على موقع Soccerway.com (الإنجليزية)
- جو نيشيد على موقع عالم كرة القدم.نت (الإنجليزية)